# L'abbazia di Northanger
L'abbazia di Northanger (Northanger Abbey), pubblicato in Italia anche con i titoli Caterina e Catherine Morland è un romanzo di Jane Austen. Fu terminato nel 1803, ma pubblicato solo nel 1818, dopo la morte della scrittrice.

## Trama
Il romanzo si compone di due volumi di 15 capitoli ciascuno, più un capitolo finale (che rappresenta una sorta d'appendice), presente in quasi tutti i romanzi della Austen. Di per sé il libro ha una trama piuttosto semplice e anche i personaggi sono ordinari: non ci sono grandi passioni, né personalità complesse. 
La storia ruota intorno alla figura di Catherine Morland, che l'autrice descrive ironicamente come un'anti-eroina, diciassettenne ingenua e un po' ignorante, con l'unica passione della lettura dei romanzi gotici, genere letterario molto in voga a quei tempi. La ragazza, che abita con la famiglia in un villaggio di campagna, viene invitata dai vicini di casa, i coniugi Allen, a trascorrere un periodo di vacanza nella cittadina di Bath: qui ha i primi approcci con la società di allora, fatta di apparenze e sentimentalismo, tra un ballo, una sera a teatro e una passeggiata nella via principale. Agli antipodi sono le due famiglie che Catherine incontra sul suo cammino: i Thorpe, cattivi, e i Tilney, buoni. 
Il viaggio di Catherine all'Abbazia di Northanger, ospite dei Tilney, la porterà a fantasticare di vivere una situazione simile a quella dei suoi romanzi preferiti, fino ad immaginare un delitto mai compiuto e a ricercare nei cassetti documenti persi nel tempo, ottenendo sempre nella realtà grosse delusioni. 
Filo conduttore è l'adorazione di Catherine per Henry Tilney, che, dopo alcune difficoltà e malintesi, sfocerà infine nel matrimonio. Interessante è la figura del Signor Tilney, padre di Henry, che cerca di influenzare fin dall'inizio le decisioni degli altri personaggi, anche se vittima lui stesso di molte incomprensioni.

## Contenuti
L'abbazia di Northanger è una parodia ben riuscita del romanzo sentimentale (già affrontato da Henry Fielding in Shamela e Joseph Andrews) e del romanzo gotico, così in voga allora. La sua protagonista è un'anti-eroina, elevata paradossalmente al ruolo di eroina durante le sue piccole indagini all'interno dell'abbazia, ma è in realtà un personaggio ingenuo, semplice, distante dalle figure di donne cui la letteratura aveva abituato (vedi Pamela, o la virtù premiata di Samuel Richardson). Molte volte viene nominato I misteri di Udolpho di Ann Radcliffe, uno dei romanzi gotici più famosi in quegli anni.
Nel primo capitolo viene citato il baseball, come uno dei passatempi a cui si dedica la protagonista. Secondo alcuni studiosi, si tratterebbe della prima menzione scritta di tale sport.

## Pubblicazione
Il libro era già terminato nel 1803, ma fu pubblicato solo postumo nel 1818 insieme a Persuasione dall'editore John Murray, il quale tre anni prima aveva già pubblicato Emma, in quattro volumi con una tiratura per l'epoca non minima: 2500 copie. Il romanzo viene pubblicato con un avvertimento scritto dall'autrice:

## Opere derivate
- Northanger Abbey, graphic novel, adattamento di Nancy Butler, illustrazioni di Janet K.Lee e Nick Filardi, traduzione di Nadia Terranova, Panini Comics 2014
- L'abbazia di Northanger, film TV di Jon Jones con Felicity Jones, 2007.

## Traduzioni italiane
- L'abbazia di Northanger, traduzione di Teresa Pintacuda, Garzanti, Milano 1959
- Katherine Morland, a cura di Valentina Bianconcini, Capitol, Bologna, 1961
- Caterina, traduzione di Anna Banti, Giunti-Marzocco, Firenze, 1978; col titolo L'abbazia di Northanger, Giunti, Firenze, 1994; Northanger Abbey, Collana I Classici, Milano, Bompiani, 2018, ISBN 978-88-4529-702-1.
- L'abbazia di Northanger, traduzione di Linda Gaia, Theoria, Roma-Napoli 1982-1997 - Rizzoli, Milano, 1998.
- L'abbazia di Northanger, traduzione di Anna Luisa Zazo, Mondadori, Milano 1982
- L'abbazia di Northanger, traduzione di Elena Grillo, Newton Compton, Roma 1994
- L'abbazia di Northanger, traduzione di Silvia Fiorini, Barbera, Siena 2008
- L'abbazia di Northanger, traduzione di Giuseppe Ierolli, jausten.it, 2011.
- Northanger Abbey, traduzione di Cecilia Muttii, Parma, Nuova Editrice Berti, 2016.